# Lophophelma costistrigaria
Lophophelma costistrigaria là một loài bướm đêm trong họ Geometridae.